# Pierre Duréault
Pour les articles homonymes, voir Duréault.
Pierre Duréault est un homme politique français né le 13 novembre 1789 à Moroges (Saône-et-Loire) et décédé le 15 juillet 1868 à Lyon (Rhône).

## Biographie
Avocat à Chalon-sur-Saône, puis juge de paix à Saint-Gengoux de 1830 à 1851, il est conseiller général de 1838 à 1852 et député de Saône-et-Loire de 1832 à 1834, siégeant dans la majorité soutenant la Monarchie de Juillet.

## Sources
- « Pierre Duréault », dans Adolphe Robert et Gaston Cougny, Dictionnaire des parlementaires français, Edgar Bourloton, 1889-1891 [détail de l’édition]

### lien externe
- Ressource relative à la vie publique :   - Base Sycomore